# Frank Cole
Frank Cole, detto Tiny (Birmingham, 19 agosto 1912 – Solihull, 26 novembre 1995), è stato un cestista britannico.

## Carriera
Ha disputato le olimpiadi del 1948, a Londra.